# Angelo Donato Tirabassi
Angelo Donato Tirabassi (Cocullo, 2 marzo 1907 – Avezzano, 4 settembre 1965) è stato un docente e politico italiano, senatore nella II e III legislatura e sindaco di Avezzano.

## Biografia
Angelo Tirabassi proveniva da una famiglia numerosa, dedita prevalentemente all'agricoltura. Per la sua tenacia e per le sue alti doti intellettuali, riuscì a conseguire la laurea in lettere presso l'Università di Roma. Sposò Laura Marchionne con cui ebbe sei figli: Pier Lucio, Vincenzo, Augusto, Maria, Amalia e Giovanni.
Dedicò tutta la sua vita professionale all'educazione dei giovani come insegnante di lettere ad Avezzano, nell'Istituto statale magistrale "Benedetto Croce" prima, e nel Liceo classico "Alessandro Torlonia" in seguito.
Successivamente, per andare incontro alle esigenze della gioventù studiosa proveniente dalle famiglie meno abbienti, creò, sempre ad Avezzano, l'Istituto tecnico per geometri e ragionieri e il collegio-convitto "Gabriele D'Annunzio".
Fu anche scrittore e saggista. Tra i saggi letterari da lui pubblicati, molto apprezzato dalla critica quello sul Manzoni. Fu anche fondatore di una rivista letteraria, «L'Albatro», che si giovò della collaborazione di letterati e critici di fama, tra i quali Benedetto Croce.
Il senatore Tirabassi fu anche vivace animatore di molte attività culturali come, nel 1949, la prima edizione della mostra-premio di pittura "Città di Avezzano", che negli anni successivi venne inserita nella "Settimana Marsicana", rassegna del lavoro, delle attività economiche, culturali e sportive della Marsica.
Fu tra i fondatori della Banca popolare della Marsica e della società Valturvema (acronimo di Valorizzazione Turistica Velino Magnola) che realizzò negli anni sessanta i primi impianti della stazione sciistica del monte Magnola ad Ovindoli.

### Attività politica

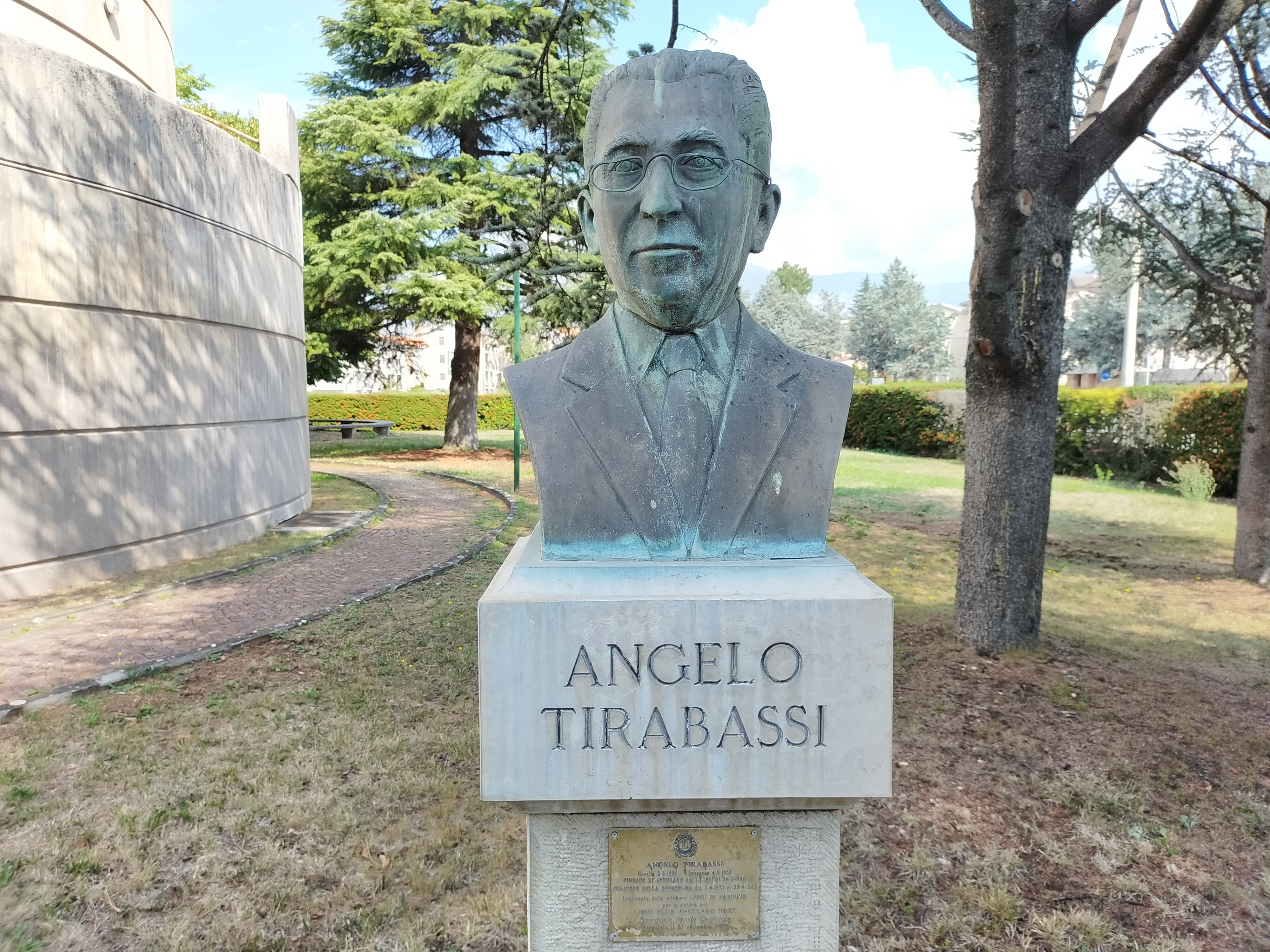
Il busto bronzeo raffigurante Angelo Tirabassi ad Avezzano (opera di Luigi Di Fabrizio)

Angelo Tirabassi entrò nella vita politica nel 1945 iscrivendosi al partito della Democrazia cristiana, nel quale ricoprì diversi incarichi.
Nel 1951 venne eletto sindaco di Avezzano, carica che fu riconfermata. Nel 1953, venne eletto senatore della Marsica con largo suffragio e mantenne il suo incarico parlamentare anche nella successiva legislatura, essendo stato rieletto senatore con ampi consensi, nel 1958.
Fu da lui proposta, ed in seguito approvata dal Parlamento italiano, la legge per il riconoscimento a favore dei diplomati degli Istituti tecnici del diritto di accesso alle facoltà universitarie.
Venne quindi eletto alla presidenza della commissione della pubblica istruzione per la sua particolare sensibilità ai problemi della cultura e della scuola.

#### II legislatura
Regione di elezione: Abruzzo e Molise
Gruppo Democratico Cristiano :
Membro dal 25 giugno 1953 all'11 giugno 1958
6ª Commissione permanente (Istruzione pubblica e belle arti):
Membro dal 21 luglio 1953 all'11 giugno 1958
Commissione speciale per l'esame del disegno di legge relativo alla concessione di indennizzi e contributi per danni di guerra (n. 136):
Segretario dal 24 novembre 1953 al 31 dicembre 1953
Commissione speciale per l'esame del disegno di legge concernente provvedimenti straordinari per l'Abruzzo (n. 23859):
Membro dal 12 febbraio 1958 all'11 giugno 1958

#### III legislatura
Regione di elezione: Abruzzo e Molise
Gruppo Democratico Cristiano :
Membro dal 12 giugno 1958 al 15 maggio 1963
6ª Commissione permanente (Istruzione pubblica e belle arti):
Membro dal 9 luglio 1958 al 9 luglio 1958
Vicepresidente dal 10 luglio 1958 al 4 ottobre 1960
Presidente dal 5 ottobre 1960 al 24 ottobre 1961
Membro dal 25 ottobre 1961 al 15 maggio 1963
Commissione speciale per l'esame del disegno di legge concernente provvedimenti straordinari per l'Abruzzo (n. 409):
Membro dal 21 aprile 1959 al 15 maggio 1963
Commissione speciale per l'esame del disegno di legge concernente interventi in favore dell'economia nazionale.

## Riconoscimenti
Il 23 settembre 2005 il Lions Club di Avezzano ha inaugurato un busto in bronzo realizzato da Luigi Di Fabrizio, posizionato nel giardino dell'Agenzia regionale di promozione culturale e della biblioteca "Ignazio Silone", in ricordo del sindaco e senatore.